# پلاک وسایل نقلیه آبخاز

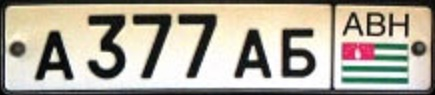
پلاک وسایل نقلیه کنونی آبخازیا از سال ۲۰۰۸

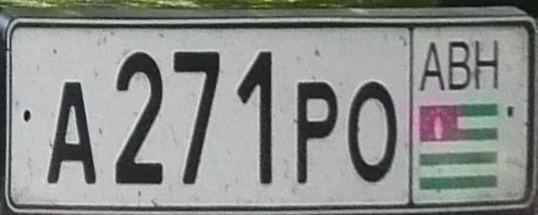
پلاکی که هم اکنون استفاده میشود

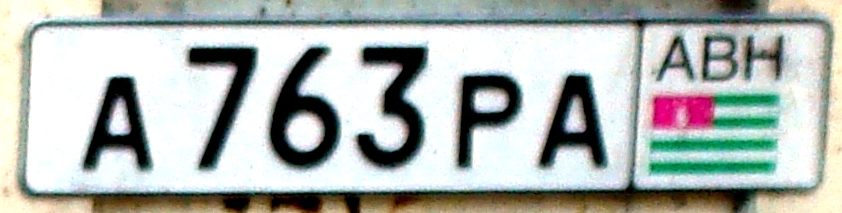
پلاکی که هم اکنون استفاده میشود

دولت جمهوری آبخازیا، که خود مستقل از گرجستان است، مسائل مربوط به پلاک خودرو را برای وسایل نقلیه ثبت شده در قلمروش انجام میدهد. طراحی پلاک آبخازیا شباهت زیادی به پلاک روسیه دارد، اما پلاک‌های آبخازیا فاقد برنامه‌نویسی منطقه ای میباشد و در آن پرچم آبخازیا جایگزین پرچم روسیه شده‌است و کد "ABH" برای پرچم آبخازیا جایگزین کد "RUS" برای پرچم روسیه شده ست.
پلاک‌های آبخازیا شامل یک حرف سپس سه عدد و دو حرف و در آخر پرچم آبخازیا و کد بین‌المللی کشور میباشد.در پلاک‌های آبخازیا فقط از ۱۳ حرف سیریلیک و لاتین استفاده شده‌است که عبارتند از: А، Б، В، Е، К، М، Н، О، Р، С، Т، У و Х.
در قلمرو کنترل شده توسط دولت گرجستان (قبل از سال ۲۰۰۸)، پلاک گرجستان صادر میشده‌است. از سال ۲۰۰۴، اتومبیل‌های آبخازیا با پلاک گرجستان در آبخازیا ممنوع‌التردد شدند.